# Furia infernal
Furia infernal és una pel·lícula de l'Argentina filmada en Eastmancolor dirigida per Armando Bó segons el seu propi guió que es va estrenar el 30 d'agost de 1973 i que va tenir com a actors principals a Isabel Sarli, Armando Bó, Víctor Bó i Jorge Barreiro. Fou filmada a Esquel, província de Chubut.

## Sinopsi
Un milionari cruel i enamorat de la seva esposa la reclou en una estada del Sud.

## Repartiment
- Isabel Sarli
- Víctor Bó
- Jorge Barreiro
- Juan José Míguez
- Hugo Mugica
- Mario Casado
- Roberto Landers
- Pancho Giménez
- R. Casatti
- Armando Bó

## Comentaris
Clarín va dir:
| « | ”Armando Bó i un cinema fidel a les seves propostws.” | » |

La Razón va opinar:
| « | ”Força dramàtica i tremend realisme.” | » |

Manrupe y Portela escriuen:
| « | ”Molts podran veure un objecte de culte, però és una de les més risibles pel·lícules en el seu sentit naïf. Míguez, imperdible.” | » |